# Jean-Baptiste Gaut
Ne doit pas être confondu avec Jean-Baptiste Gault.
Jean-Baptiste Marius Gaut (Aix-en-Provence, 2 avril 1819–Aix-en-Provence, 14 juillet 1892) est un journaliste, un bibliothécaire et un homme de lettres français. Il est connu pour le rôle prépondérant qu'il a joué dans le mouvement du Félibrige, animé par Frédéric Mistral.
Une rue d'Aix-en-Provence porte aujourd'hui le nom « rue Félibre Gaut » en son honneur.

## Biographie
Jean-Baptiste Gaut naît à Aix-en-Provence le 2 avril 1819 de Jean-Joseph Gaut et Marguerite Berthon. Il épouse Marie-Françoise Fassetta le 4 octobre 1850, mais celle-ci meurt deux ans seulement après le mariage. Il se remarie avec Marie-Nathalie Simon, dont il aura trois enfants.
Il est longtemps le directeur du Mémorial d'Aix, le journal de nouvelles locales et bibliothécaire de la ville d'Aix-en-Provence. C'est pourtant à la langue provençale qu'il va se consacrer. Dès l'âge de 22 ans, il collabore au Bouï Abaisso de Joseph Desanat. Il s'investit ensuite dans l'organisation du congrès d'Arles en 1852 ou du roumavagi des Troubaïres d'Aix en 1853. En 1853 et 1855, il fonde la revue Lou Gay Saber. Il est très proche des théories de Frédéric Mistral, dont il se réclame.
Son premier livre est publié en 1867. Il se nomme Étude sur la littérature et la poésie provençale. En 1863, il devient membre de l'Académie d'Aix. Il devient conservateur de la bibliothèque Méjanes en 1870 ; il sera renommé en 1878. En 1876, il est élu majoral du Félibrige.
Il décède le 14 juillet 1892 dans sa maison d'Aix-en-Provence située au 5, rue du Félibre Gaut.

## Mouvement du Félibrige
Si les qualités littéraires de l'œuvre de Jean-Baptiste Gaut ne font pas systématiquement l'unanimité, d'aucuns lui reconnaissent en tout cas de remarquables talents de fédération au sein du mouvement du félibrige et un esprit éloigné de toute forme de sectarisme. René Merle le qualifie de « patriote provençal, homme de résistance culturelle et de propositions d’avenir. »

## Œuvres
- L'amour sous un parapluie : idylle-comédie en 2 actes, éd. Aubin, Aix-en-Provence, 1854.
- Aix-en-Provence. Notices sur les eaux thermales... et les bains de Sextius, avec le docteur Silbert, éd. Remondet-Aubin, Aix-en-Provence, 1859.
- Essai historique sur la confiture, éd. Roumanille, Avignon, 1862.
- Concours de poésie provençale en 1864 (Fêtes agricoles et jeux floraux d'Aix), éd. Remondet-Aubin, Aix-en-Provence, 1864.
- Étude sur la littérature et la poésie provençale, éd. Illy, Aix-en-Provence, 1867.
- Le Roi René : esquisse historique suivie des cortèges historiques de la fête de charité d'Aix en 1869 représentant l'entrée du roi René dans sa capitale en 1448, éd. Remondet, Aix-en-Provence, 1874.
- Sounet, souneto et sounaio, préface de Frédéric Mistral, éd. Remondet, Aix-en-Provence, 1874.
- Lei Mouro, dr. en 3 ate, éd. Remondet, Aix-en-Provence, 1875.
- La Fête de Sainte-Estelle, 23 mai 1880, Roquefavour, éd. Remondet-Aubin, Aix-en-Provence, 1880.
- Li Sèt Pecat capitaù en sounet, impr. provençale, Aix-en-Provence, 1881.
- Jue flourau de Fourcauquié, impr. provençale, Aix-en-Provence, 1882.
- Les Félibres d'Aix à Hyères, éd. Remondet, Aix-en-Provence, 1885.
- Études de mœurs provençales : les Momons d'Aix, rimeurs municipaux, revue félibréenne, 1er mai 1885.
- La Benvengudo. Misteri en 3 ate en vers, musique de G. Borel, éd. Remondet, Aix-en-Provence, 1885.
- Un Couar de troubairé, dr. en un ate, esc. de Lar, Aix-en-Provence, 1897.